# Línea 190A (MetroBus Valencia)
La línea interurbana de Valencia 190A, pertenece a Metrobus. Es explotada por la compañía privada Herca, del grupo Transvia.
Une Valencia con, La Punta, Pinedo, El Saler, Les Gavines, El Perellonet y El Perelló. Tiene una frecuencia durante todo el año (exceptuando el verano) de 60 minutos. En verano amplia su oferta hasta los 30 minutos, para poder dar servicio a las playas del sur de Valencia.

## Recorrido
| Dirección El Perelló | Dirección Valencia |
| -------------------- | ------------------ |
|                      |                    |

## Enlaces
- Horarios y paradas de la línea (página de Herca)

- Datos: Q5985781